# Canaan (Connecticut)
Canaan es un pueblo ubicado en el condado de Litchfield en el estado estadounidense de Connecticut. En el año 2005 tenía una población de 1.101 habitantes y una densidad poblacional de 13 personas por km².

## Geografía
Canaan se encuentra ubicada en las coordenadas 41°57′42″N 73°18′30″O / 41.96167, -73.30833.

## Demografía
Según la Oficina del Censo en 2000 los ingresos medios por hogar en la localidad eran de $54,688, y los ingresos medios por familia eran $62,500. Los hombres tenían unos ingresos medios de $40,438 frente a los $29,219 para las mujeres. La renta per cápita para la localidad era de $35,841. Alrededor del 4.7% de la población estaban por debajo del umbral de pobreza.